# شرکت پشتیبانی و نوسازی بالگردهای ایران

شرکت پشتیبانی و نوسازی هلیکوپترهای ایران به اختصار پنها،بخشی از سازمان صنایع هوایی ایران است که به منظور امور تعمیراتی و نوسازی بالگردهای ایران بنیان گذاشته شده است. در حال حاضر حمید رضا نوری
مدیرعاملی این شرکت را برعهده دارد.

## تاریخچه
- در سال ۱۳۴۸، دولت ایران و شرکت ایتالیایی آگوستا مقدمات ایجاد یک واحد تعمیراتی-پشتیبانی بالگرد را در ایران، با عنوان شرکت سهامی هلیکوپتر ایران، بنا نهادند.
- در سال ۱۳۵۲، با خرید تعداد قابل توجهی بالگرد از آمریکا، اداره لجستیکی بالگردهای نیروهای مسلح، بجای شرکت سهامی هلیکوپتر ایران تأسیس گردید.
- در سال ۱۳۵۵، اداره لجستیکی هلیکوپترهای نیروهای مسلح، به شرکت پشتیبانی و نوسازی هلیکوپترهای ایران تبدیل شد.
- پس از پیروزی انقلاب ایران (۱۳۵۷)، فعالیتهای کارکنان این صنایع، بدون حضور کارکنان آمریکایی که بیش از ۱۴۰۰ نفر بودند، ادامه یافت.
- در سال ۱۳۵۸، شعبه تعمیرات اساسی بالگردهای سنگین، به منظور جلوگیری از فرستادن این نوع بالگرد به خارج از کشور که نیاز به هزینه گزافی داشت، در صنایع پنها ایجاد شد.
- در سال ۱۳۵۹، مسئولیت پشتیبانی بالگردهای تجاری توانیر نیز به عهده این صنایع گذاشته شد.
- در سال ۱۳۶۰، گروه صنایع دفاعی ایران، طبق تصویب مجلس شورای اسلامی تشکیل گردید و صنایع پنها در گروه سازمان صنایع هوایی ایران قرار گرفت.[۵]
- در سال ۱۳۶۱، اساسنامه جدید گروه صنایع وزارت دفاع، مورد تصویب هیئت وزیران قرار گرفت که به موجت این مصوبه، سازمان صنایع دفاع با ادغام شرکت‌ها و سازمانهای صنعتی و تحقیقاتی تابع وزارت دفاع ایجاد گردید.
- در سال ۱۳۶۴، صنایع پنها موفق به دریافت گواهینامه پشتیبانی بالگردهای تجاری بل-۲۱۲ شد.
- در سال ۱۳۶۴، با تعمیر اساسی بالگرد آراچ-۵۳دی، شرکت پنها به جرگه مراکزی که موفق به تعمیر اساسی این نوع بالگرد گردیده بودند، پیوست.

با پرواز بالگرد شباویز، شرکت پنها تجربه جدیدی را در عرصه ساخت بالگرد آزمود.
پنها در سالهای اخیر ساخت موتورهای پیستونی را آغاز کرده که با کمک شرکت ماذو موفق به ساخت نخستین موتور ۱۰۰ سی سی برای هواپیماهای بدون سرنشین شده‌اند.

## محصولات و خدمات
عمده فعالیت‌های پنها در زمینه نگهداری و تعمیر بالگرد‌هاست و در طول دوران فعالیت خود موفق به نگهداری و بازسازی بالگرد‌هایی چون سیکورسکی اس‌اچ-۳ سی کینگ و سیکورسکی سی‌اچ-۵۳ سی استالیون شده است.اما اهداف پنها تنها نگهداری و انجام بازسازی‌ها نبود و سپس شروع به ساخت بالگردها کرد. برخی از محصولات ساخت پنها:

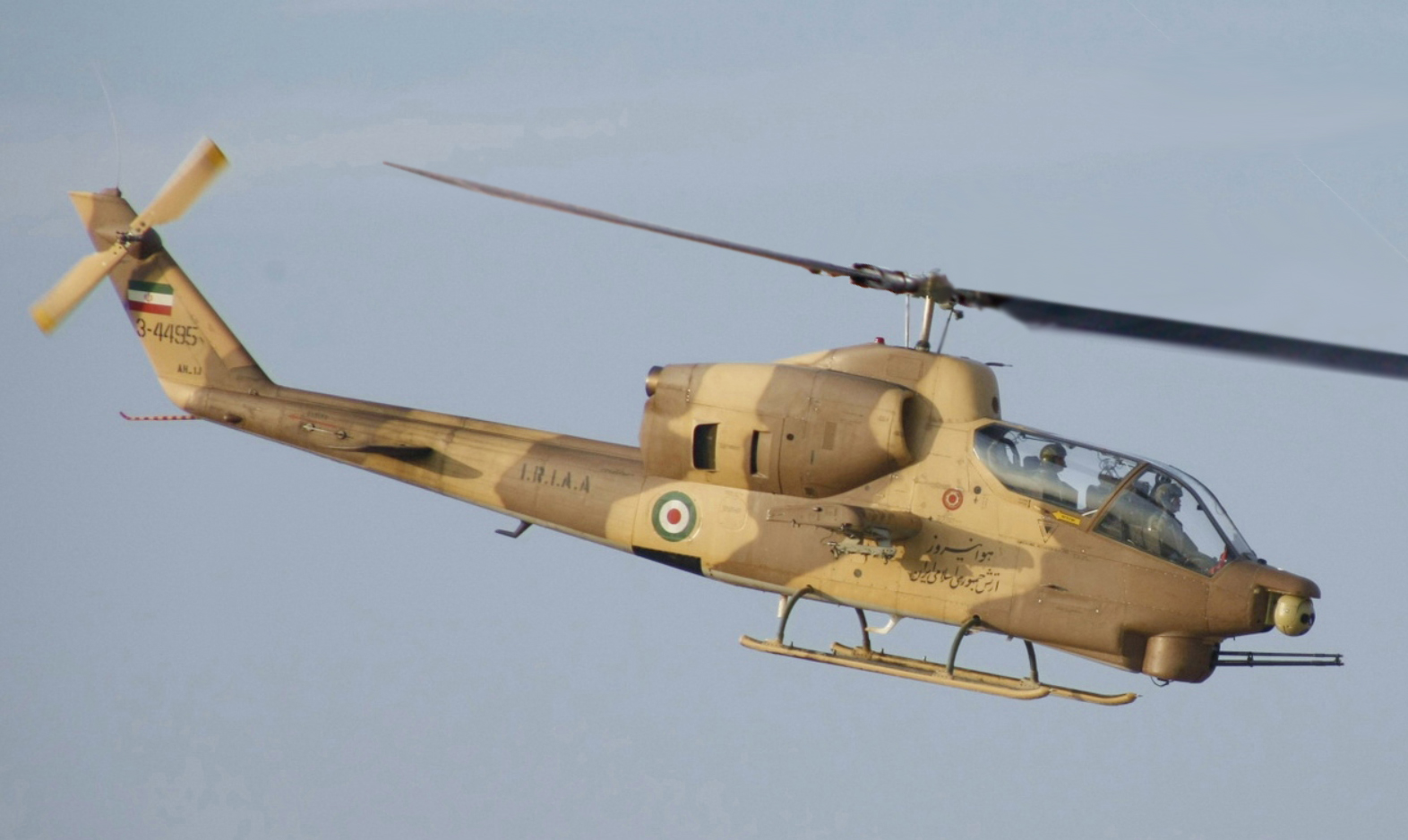
پنها۲۰۹۱

- بل ۲۰۶ (پنها شباویز ۲۰۶۱)
- بل ای‌اچ-۱ سوپرکبرا (پنها ۲۰۹۱)
- طوفان ۲
- سورنا
- صبا
- هما